# Amt Hayn (Großenhain)

Amt Grossen-Hayn, Karte von Conrad Tobias Lotter 1730

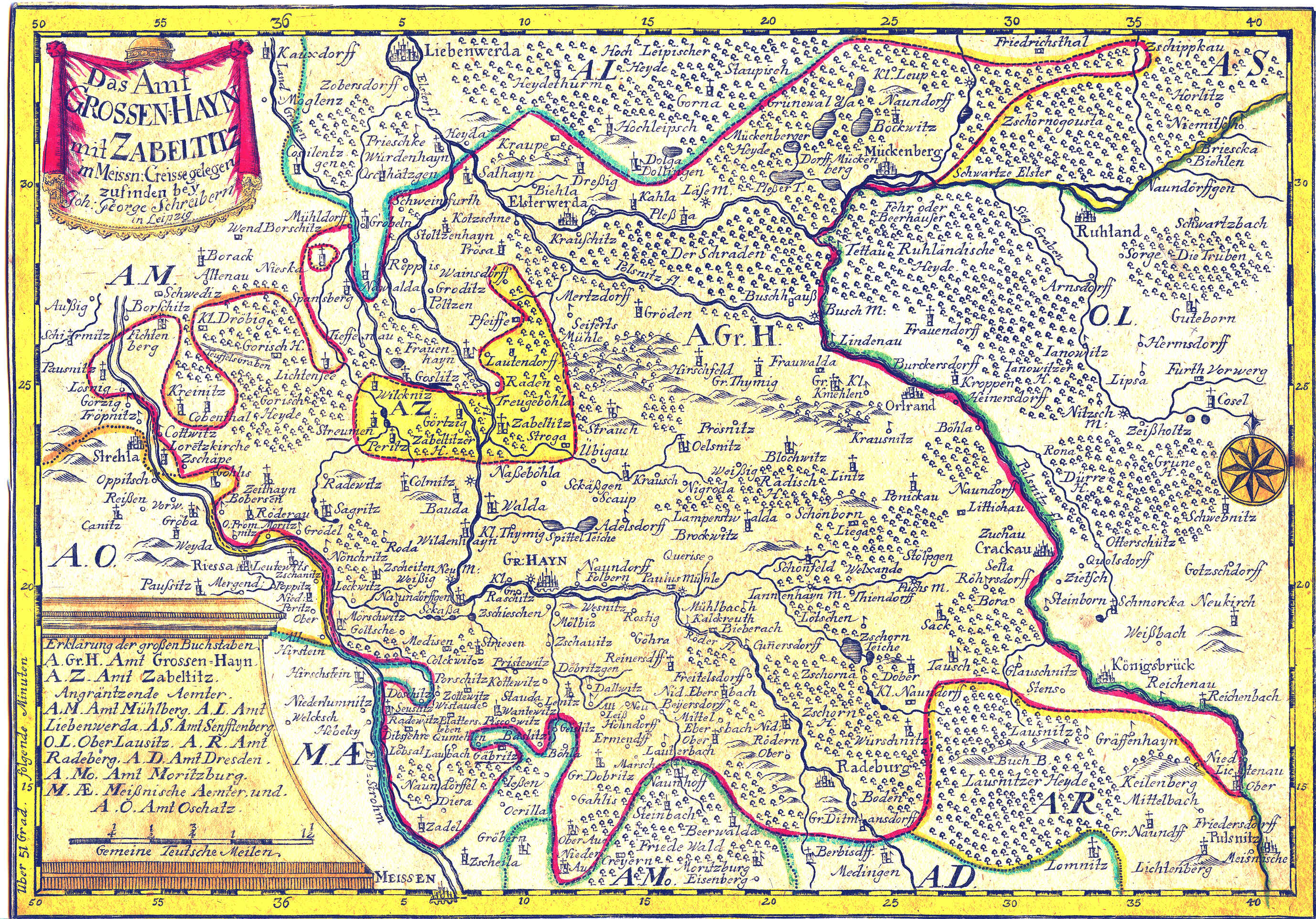
Amt Grossen-Hayn im 18. Jahrhundert nach Schreiber

Das Amt Hayn (auch Amt Grossen Hayn) war eine Verwaltungseinheit des 1806 in ein Königreich umgewandelten Kurfürstentums Sachsen und war dem Meißnischen Kreis angegliedert.
Bis zum Ende der sächsischen Ämterverfassung im Jahr 1856 bildete es den räumlichen Bezugspunkt für die Einforderung landesherrlicher Abgaben und Frondienste, für Polizei, Rechtsprechung und Heeresfolge.

## Geographische Lage
Das Amt lag nördlich von Meißen in der Großenhainer Pflege und wurde im Westen von der Elbe und im Osten von der Pulsnitz begrenzt. Letztere bildete auch die Grenze zum Markgraftum Oberlausitz. Durch das Amt floss die Große Röder und im Norden die Schwarze Elster. Im Amt lagen zahlreiche Exklaven der angrenzenden Ämter.
Das Amtsgebiet liegt heute in den Bundesländern Sachsen und Brandenburg.

## Angrenzende Verwaltungseinheiten
Die Angabe der benachbarten Herrschaften und Ämter erfolgt unter Vernachlässigung kleinerer Exklaven der Ämter.
| Amt Mühlberg                | Amt Liebenwerda                             | Amt Finsterwalde und Amt Senftenberg |
| Amt Oschatz                 | Kompassrose, die auf Nachbargemeinden zeigt | Markgraftum Oberlausitz              |
| Erbamt Meißen und Amt Zadel | Amt Moritzburg und Erbamt Meißen            | Amt Laußnitz und Oberamt Dresden     |

## Geschichte
Das Amt Hayn entstand am Ende des 14. Jahrhunderts aus der alten Pflege Hayn. Beim Amtsgebiet handelt es sich um alten markmeißnischen Besitz, ein markgräflicher Vogt ist seit 1220 nachweisbar. Bis 1451 hatte das Amt auch die Gerichtsbarkeit über die Stadt Hayn (Großenhain), gab diese dann aber an den Stadtrat ab. Nach der Leipziger Teilung 1485 gehörte das Amt zur albertinischen Linie der Wettiner.
1550 wurde das Dorf Fichtenberg vom Amt Hayn an das Amt Mühlberg abgetreten.
Von 1770 bis 1814 wurde von Großenhain aus das Amt Moritzburg mit verwaltet. Geschäfts- und Rechnungswesen sowie die Registratur der beiden Ämter blieben aber getrennt. Die Ressorttrennung in Justiz- und Rentamt bestand seit etwa 1784, wobei die Teilung in zwei selbständige Behörden erst 1831 erfolgte.
Durch die Verträge des Wiener Kongresses wurden 1815 die nördlichen Teile des Amtsbereiches dem Landkreis Liebenwerda unterstellt. Aus den verbleibenden Gebieten wurden 1855 diverse Gerichtsamtsbezirke und 1874 die Amtshauptmannschaft Großenhain gebildet.
Die Aufgaben des Justizamtes übernahm 1856 das Gerichtsamt Großenhain. Das Rentamt Großenhain war ab 1856 mit dem Rentamt Moritzburg zusammengelegt. Amtssitz war Moritzburg. Seine Aufgaben übernahm 1865 das Forstrentamt Moritzburg.

## Bestandteile

### Städte
- Elsterwerda (bis 1815)
- Großenhain
- Ortrand (bis 1815)
- Radeburg

### Dörfer
u. a.
- Lauchhammer
- Wölkisch (zeitweise anteilig)

## Amtmänner
- Friedrich von Schleinitz (um 1500)
- Friedrich von Keitzenhofen
- Christian Adolf Balduin (1632–1682)
- Christian Glasewald, Amtmann ab Ostern 1695
- Georg Friedrich Wackerhagen (1632–1712), Amtmann bis 1712
- Justus Andreas Wackerhagen (1669–?), Amtmann
- David Gottlob Sillig, um 1722
- Rudolph August von Lüttichau (1678–1746), Amtmann 1738–1746
- Christian Friedrich Conradi (* 1746 in Stolpen), Amtmann ab 1781
- Karl Benjamin Preusker (1786–1871), Amtmann 1824–1853